# Craigavon

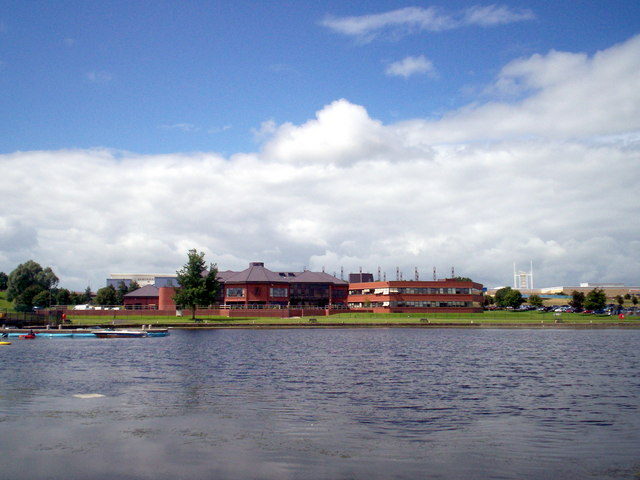
Craigavon

Craigavon (iriska: Creag Abhann) är en stad i Armagh i Nordirland. Staden är en så kallad ny stad, byggdes år 1965 och namngavs efter James Craig. Stadens stadsområde hade år 2001 totalt 57 685 invånare. Staden är huvudort för distriktet Armagh City, Banbridge and Craigavon.
Europaväg 18 slutar/börjar i Craigavon.

## Vänorter
- LaGrange, Georgia, USA